# Ranjae Christian
Ranjae Christian (18 dicembre 1977) è un ex calciatore antiguo-barbudano, di ruolo difensore.

## Palmarès

### Individuale
- Capocannoniere del campionato antiguo-barbudano: 1

2006-2007 (17 reti)